# Матч! Футбол 1
«Матч! Футбол 1» — общероссийский спортивный телеканал, входящий в семейство спортивных каналов субхолдинга «Матч». Первый на территории СНГ телеканал, целиком и полностью посвящённый футболу. Впервые вышел в эфир 15 февраля 1999 года под названием «НТВ-Плюс Футбол». По мере увеличения числа футбольных телеканалов, 1 октября 2014 года получил название «НТВ-Плюс Футбол 1». В рамках ребрендинга Дирекции спортивных каналов «НТВ-Плюс» 25 января 2016 года получил своё новое имя — «Матч! Футбол 1».

## История
Примерно в конце 1990-х годов Владимир Гусинский (тогда — основатель и владелец холдинга «Медиа-Мост») после посещения Испании вызвал к себе на разговор тогдашнего руководителя спортивного канала «НТВ-Плюс» Алексея Буркова и сказал, что в этой стране существует футбольный канал, и было бы неплохой идеей запустить аналогичный телеканал и в России. Поначалу Бурков скептически относился к его идее из-за нехватки финансовых средств на его запуск, но вскоре изменил своё мнение. Первым человеком, которого он взял на создание футбольного канала, был Василий Уткин. Телеканал впервые вышел в эфир 15 февраля 1999 года.
Первоначально, с 15 февраля 1999 по 20 октября 2008 года он начинал вещание в 12:00 МСК и заканчивал его в районе часа ночи. В дни трансляций матчей Лиги Чемпионов (за исключением случаев, когда в игровой день проходил один матч), а также по субботам и воскресеньям в период активного футбольного сезона в Европе (с сентября по май) вещание телеканала продолжалось до примерно 2:30 ночи. Иногда в праздничные дни (обычно только один раз в год — 1 января) телеканал начинал своё вещание позже (как и «НТВ-Плюс Спорт») — в 14:00. В случае, если во временной промежуток 1:00—12:00 МСК попадала прямая трансляция какого-либо футбольного матча либо любого другого события, не попадавшего в сетку спортивного канала по разным причинам, в зависимости от времени его начала канал либо продлевал своё вещание до конца трансляции, либо разделял перерыв в вещании на две части — до и после трансляции.
В период трансляций Олимпийских игр, начиная с первых в истории существования телеканала игр 2000 года, на «НТВ-Плюс Футбол» переносились трансляции (как с Олимпиады, так не связанные с ней), по разным причинам не попадавшие в сетки вещания других спортивных каналов «НТВ-Плюс»; как следствие, трансляции футбольных турниров и тематические программы занимали меньший объём относительно сетки вещания канала, чем в обычные дни. Это практиковалось до Летних игр 2012 года включительно. По этой же причине с 14 по 29 августа 2004 года в сетке вещания «НТВ-Плюс Футбол» отсутствовал эфир баскетбольного канала NBA TV (на указанный период он был перенесён на канал «НТВ-Плюс Спорт Онлайн»).
С 22 января по 31 мая 2002 года многие передачи с телеканала показывались на временном канале «НТВ-Плюс Спорт», осуществлявшем эфирное вещание на 6 ТВК в Москве («НТВ-Плюс Спорт на шестом канале», вместо телеканала ТВ-6). Однако серьёзные споры между телекомпаниями (по поводу правообладателя лицензии на шестую частоту) привели к тому, что его вещание продлилось до середины мая того же года. В перспективе планировалось продлить вещание телеканала до осени 2002 года, а также показать массовому зрителю финалы чемпионатов НХЛ и НБА и чемпионат мира по футболу. В первые дни вещания его трансляция осуществлялась как демоверсия, без логотипа вещателя и рекламы. Прямые трансляции на телеканале также по большей степени не велись по причине отсутствия прав, за исключением нескольких матчей стадий второго группового этапа и плей-офф Лиги Чемпионов 2001/2002 годов, которые были вынесены в эфир на 6 ТВК с основного канала НТВ-Плюс Спорт в дни, когда трансляции на НТВ не велись.
В 2002 году «НТВ-Плюс Футбол» получил премию HOT BIRD AWARDS-2002 как лучший европейский спутниковый телеканал в номинации «Спорт».
С осени 2003 по февраль 2006 года на его частоте с 3:00 до 9:00 МСК вещал телеканал NBA TV, впоследствии перешедший на отдельную частоту и изменивший название на «Баскетбол». С 21 октября 2008 года телеканал перешёл на круглосуточное вещание.
С 14 марта 2011 года телеканал полностью перешёл в формат 16:9, а также запустил вещание в формате высокой чёткости.
1 октября 2014 года телеканал сменил название на «НТВ-Плюс Футбол 1».
В ноябре 2015 года программное наполнение телеканала подверглось изменениям: канал сосредоточился преимущественно на трансляции матчей английской Премьер-лиги. В свою очередь, «Футбол 2» стал уделять внимание Чемпионату Италии, а «Футбол 3» — испанскому первенству. При этом прямые трансляции с игр Лиги Чемпионов и Лиги Европы остались в сетке вещания всех перечисленных телеканалов.

## Трансляции
Канал специализируется на показе крупных футбольных соревнований, таких, как:
- Чемпионат мира по футболу
- Женский Чемпионат мира по футболу
- Чемпионат Европы по футболу
- Матчи европейских чемпионатов:
  -  Итальянская Серия А[22]
  -  Чемпионат Испании[22]
  - Чемпионат Бразилии
  - Чемпионат Турции
  - Чемпионат Сербии

### Ранее транслировались
- Товарищеские матчи национальных сборных (до 2022 года)
- Лига Чемпионов и Лига Европы УЕФА (до 2024 года), сейчас на ОККО СПОРТ
- Немецкая Бундеслига (до 2025 года), перейдет к ОККО СПОРТ с сезона 2025-2026 [23]
- Французская Лига 1, Кубок Франции (до 2022 года) ,сейчас Лига 1 на  ОККО СПОРТ, Кубок Франции на Старт
- Английская Премьер-лига (1999—2010; 2013/14—2018/19, ныне контракт заморожен)[22]
- Чемпионат Футбольной лиги Англии (сезон 2011/12)
- Чемпионат Голландии (1999—2011/12)[22]
- Чемпионат Португалии (2003/04 — 2009/10)
- Украинская Премьер-Лига
- Российская футбольная Премьер-лига (1999—2003)[24] в 2004—2005 годах не показывалась, с 2006 года трансляции были переведены на «Наш футбол»[5]
- Кубок России по футболу (в 2003—2005 — в прямом эфире[25][26][27], в 2006 — в записи, финальные игры), с 2006 года прямые трансляции были переведены на «Наш футбол»[28].
- Чемпионат Шотландии по футболу (1999—2007/08)
- Чемпионат США по футболу (сезон 1999)
- Олимпийские игры (2000—2012)
- Кубок чемпионов Содружества (2003—2004)[29][30]
- Чемпионат Бразилии (до сезона 2011)
- Чемпионат Аргентины (до 2010 года)
- Чемпионат Греции (сезон 2003/04)
- Чемпионат мира по футболу (1998 — ретроспектива, 2002)
- Кубок Либертадорес (до сезона 2012)

## Комментаторы
- Александр Аксёнов
- Никита Басынин
- Константин Генич
- Дмитрий Дерунец
- Сергей Дурасов
- Дмитрий Жичкин
- Тимур Журавель
- Семён Зигаев
- Эльвин Керимов
- Игорь Кытманов
- Степан Манаков
- Михаил Меламед
- Станислав Минин
- Михаил Моссаковский
- Роман Нагучев
- Александр Неценко
- Виталий Павлов
- Олег Пирожков
- Александр Пойда
- Кирилл Поляков
- Роман Трушечкин
- Георгий Черданцев
- Артём Шмельков
- Дмитрий Шнякин
- Наталья Юрина

### Бывшие комментаторы
- Алексей Андронов (1999—2016)
- Нобель Арустамян (2010—2021)
- Никита Горшенин (2010—2011)[31]
- Роман Гутцайт (2005—2019)[32]
- Тимур Дагуев (2010—2013)[33]
- Юрий Дудь (2011—2012)[34]
- Дмитрий Дуличенко (1999—2001)
- Александр Еремиев (?—2024)
- Павел Занозин (2008—2017)[35][36]
- Глеб Золотовский (1999—2010)
- Илья Казаков (1999—2001)
- Денис Казанский (2005—2021)
- Филипп Кудрявцев (2014—2019)[37]
- Илья Кузенкин (1999—2005)
- Борис Майоров (1999—2009)
- Владимир Маслаченко (1999—2010)
- Сергей Мещеряков (1999—2001, 2004—2005)[38][39]
- Юрий Розанов (1999–2021)
- Дмитрий Савин (2002—2011)[40]. В январе 2011 года был отстранён от работы на неопределённый срок после комментирования в нетрезвом состоянии матча итальянской серии А сезона 2010/2011 между «Миланом» и «Чезеной»[41], сейчас работает на КХЛ-ТВ.
- Владимир Стогниенко (2001—2002, 2015—2016)[42]
- Александр Ткачёв (1999—2006)[43]
- Василий Уткин (1999—2016)
- Дмитрий Фёдоров (1999—2000[44], 2005—2007)[45][46]
- Савик Шустер (1999—2001)

### Передачи в разное время
- «2:1» (2004—2008)
- «90 минут»
- «Futbol Mundial[англ.]» (1999—2015) — международный тележурнал, озвучивавшийся молодыми комментаторами телеканала[47].
- «GOALактика» (2015—2017)[48]
- «Взгляд из прошлого» (позже — «Взгляд в прошлое»)
- «Байки с западной трибуны» (1999—2000)
- «Главная команда»
- «Диагональ» (2000—2001)
- «Евро-2016: быть в теме» (2016)
- «Европейская футбольная неделя» (1999—2001)
- «Еврофанклуб» (2003—2004)
- «Забей!» (2003—2004)
- «Звёзды мирового футбола» (1999—2005)
- «Играй красиво» (2010—2011)
- «Игры с Олимпом» (2014—2015)
- «Команда»
- «Международная панорама» (2010—2017, не имеет отношения к легендарной телепередаче)[49].
- «Наш болельщик»
- «Наши здесь и там» (1999)
- «Нефутбольные истории» (2006—2007)
- «Новости» (2009—2015, до 6 ноября 2011 года с ведущим)
- «Онлайн с Алексеем Андроновым» (2001)
- «Племя молодое»
- «Постскриптум» (1999—2004)
- «Проявление» (позже — «Футболлистика») (2003—2005)
- «Прямая линия» (1999—2007)
- «Свисток»
- «Свободный удар» (изначально — «Новости дня») (1999—2011)
- «Топ-10» (2012—2014) — 30-минутный хит-парад, состоящий из нарезок лучших и интересных футбольных матчей из видеотеки «НТВ-Плюс»[50].
- «Три репортёра» (2011—2015)[51]
- «Тысяча и один гол» (2013—2014)
- «Удар по голу» (2000—2004)
- «Футбол в разрезе» (2004—2005)
- «Футбол от А до Я» (2001—2005)
- «Футбол от кутюр» (2008—2011)
- «Футбольная география» (1999—2001)
- «Футбольная ночь» (2008—2011)
- «Футбольный клуб» (1999—2001; 2005—2012)[52]
- «Футбольный уик-энд» (2000—2006)[53]
- «Хронограф» (2000)
- «Япония-Корея-2002. Обратный отсчёт» (2001—2002)[54][55]